# Pseudespera
Pseudespera is een geslacht van kevers uit de familie bladkevers (Chrysomelidae). De wetenschappelijke naam van het geslacht werd in 1985 gepubliceerd door Chen, Wang & Jiang.

## Soorten
- Pseudespera femoralis Chen, 1985
- Pseudespera paulowniae Jiang, 1992
- Pseudespera sericea Chen, 1985
- Pseudespera shennongjiana Chen, 1985
- Pseudespera sodalis Chen, 1985
- Pseudespera subfemoralis Jiang, 1992